# Ташино (Николаевская область)
Ташино (укр. Ташине) — село в Березанском районе Николаевской области Украины.
Основано в 1793 году. Население по переписи 2001 года составляло 467 человек. Почтовый индекс — 57430. Телефонный код — 5153. Занимает площадь 1,52 км².

## Местный совет
57430, Николаевская обл., Березанский р-н, с. Ташино, ул. Ленина, 47